# Alexanderzug

Die damals bekannte Welt: Rekonstruktion der Weltkarte nach Hekataios von Milet (6. – 5. Jh. v. Chr.)

Alexanderzug (auch Alexanderfeldzug genannt) ist in der Alten Geschichte die Bezeichnung für den zusammenhängenden, rund zehnjährigen Eroberungsfeldzug des makedonischen Königs Alexanders des Großen. Er fand im Rahmen des auf Betreiben seines Vaters Philipps II. von Makedonien ausgebrochenen Perserkriegs gegen das Achämenidenreich statt und dauerte von Frühjahr 334 bis März 324 v. Chr. Alexander war dabei dank seines bereits von Philipp hervorragend ausgebildeten Heeres, fähiger Offiziere und Generäle sowie seiner persönlichen Fähigkeiten trotz einer verhältnismäßig kleinen Streitmacht überaus erfolgreich.

## Chronologie(alle Angaben v. Chr.)
Granikos – Milet – Halikarnassos – Issos – Tyros – Gaugamela – Persische Tore – Jaxartes – Sogdischer Felsen – Fels von Chorienes – Gabai – Hydaspes

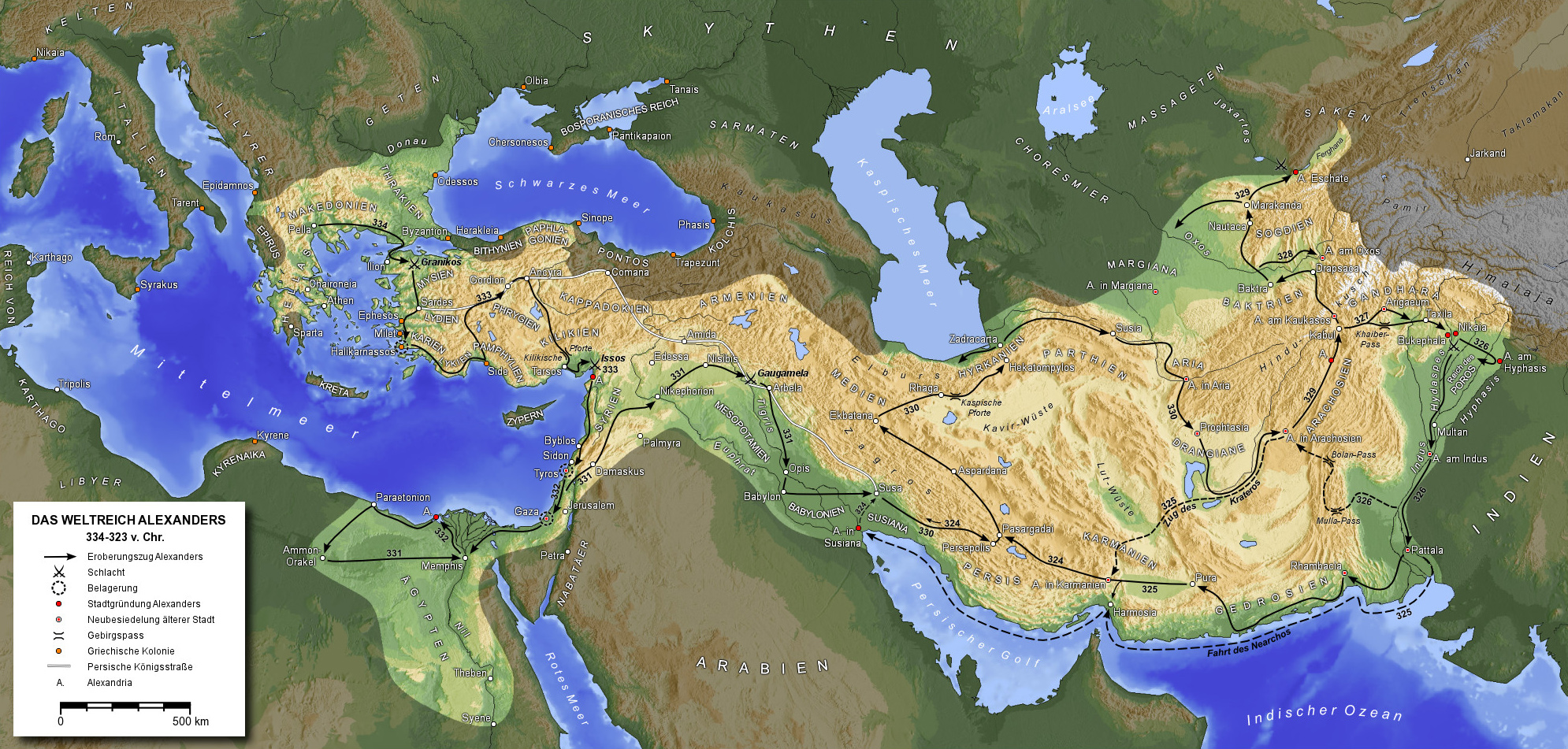
Der Feldzug Alexanders des Großen

- Frühjahr 334: Beginn des Feldzugs Alexanders des Großen gegen Persien und den Großkönig Dareios III.
- Mai 334: Sieg Alexanders in der Schlacht am Granikos; anschließend erfolgte die Eroberung Kleinasiens (Belagerung von Milet und Belagerung von Halikarnassos).
- November 333: Sieg Alexanders in der Schlacht bei Issos und Ablehnung der Friedensangebote des Dareios sowie Eroberung Phöniziens.
- Januar–August 332: Belagerung und anschließende Erstürmung der Stadt Tyros; anschließend Weitermarsch nach Ägypten.
- Herbst 332: Erfolgreiche Belagerung von Gaza und Einzug Alexanders in Ägypten ohne Gegenwehr.
- Frühjahr 331: Gründung der Stadt Alexandria im Nildelta; Zug zur Oase Siwa und Besuch des dortigen Ammon-Orakels; anschließend Aufbruch nach Mesopotamien.
- Oktober 331: Entscheidungsschlacht zwischen Alexander und Dareios bei Gaugamela am Tigris; der unterlegene Perserkönig ergriff die Flucht und wurde später von seinem Satrapen Bessos ermordet (Juli 330); Alexander wurde von seinen Truppen als „König von Asien“ ausgerufen; anschließend besetzte er Babylon und zog in weitere zentralpersische Städte ein.
- Frühjahr 330: Brandschatzung des achaimenidischen Herrscherpalastes von Persepolis.
- Mai 330: Alexander erklärte in Ekbatana den gesamtgriechischen Bundeskrieg für beendet und entließ die Kriegskontingente der Mitglieder des Korinthischen Bundes; anschließend zog Alexander weiter nach Osten.
- 330–327: In blutigen Feldzügen wird der Osten Persiens unterworfen; Alexander muss sein Heer in kleinere Abteilungen aufteilen, um gegen die Rebellen flexibler operieren zu können; Alexander drang dabei bis nach Baktrien und Sogdien vor.
- Sommer 327: Beginn des Feldzugs nach Indien (Punjab); Alexander gelangen in der Folgezeit mehrere Siege, so etwa gegen den mächtigen indischen Fürsten Poros in der Schlacht am Hydaspes.
- Sommer 326: Alexanders Truppen verweigerten ihrem König den Weitermarsch am Hyphasis infolge allgemeiner Erschöpfung, die der andauernde Monsunregen mit sich brachte; daraufhin war Alexander gezwungen seinen Eroberungsfeldzug abzubrechen und zog im Anschluss weiter stromabwärts des Indus.
- Sommer 325: Alexander erreichte den östlichen Ozean, woraufhin er dem ägyptischen Gott Ammon auf offener See opferte; anschließend trat Alexander den Rückmarsch nach Zentralpersien an.
- Herbst 325: Antritt des verlustreichen Zuges durch die Wüste von Gedrosien.
- März 324: Alexander erreichte die persische Residenzstadt Susa, womit sein „Alexanderzug“ zu einem Ende kam.